# 874 v.Chr.
Het jaar 874 v.Chr. is een jaartal volgens de christelijke jaartelling.

## Gebeurtenissen

### Egypte
- Koning Osorkon II - de vierde farao van de 22e dynastie van Egypte - bestijgt de troon.
- Osorkon II benoemd zijn neef Harsiese tot hogepriester van Amon.

## Overleden
- Takelot I, farao van Egypte